# Arenal
Der Arenal ist der aktivste und jüngste Vulkan von Costa Rica und einer der aktivsten Vulkane der Welt. Am Fuße des Vulkans liegen der Ort  La Fortuna und der größte Binnensee des Landes, der Arenal-See.
Bis zu seiner Erstbesteigung 1937 glaubte man noch nicht an einen vulkanischen Ursprung des Kegels, da er damals völlig mit Pflanzen überwachsen war.

## Vulkanische Aktivität

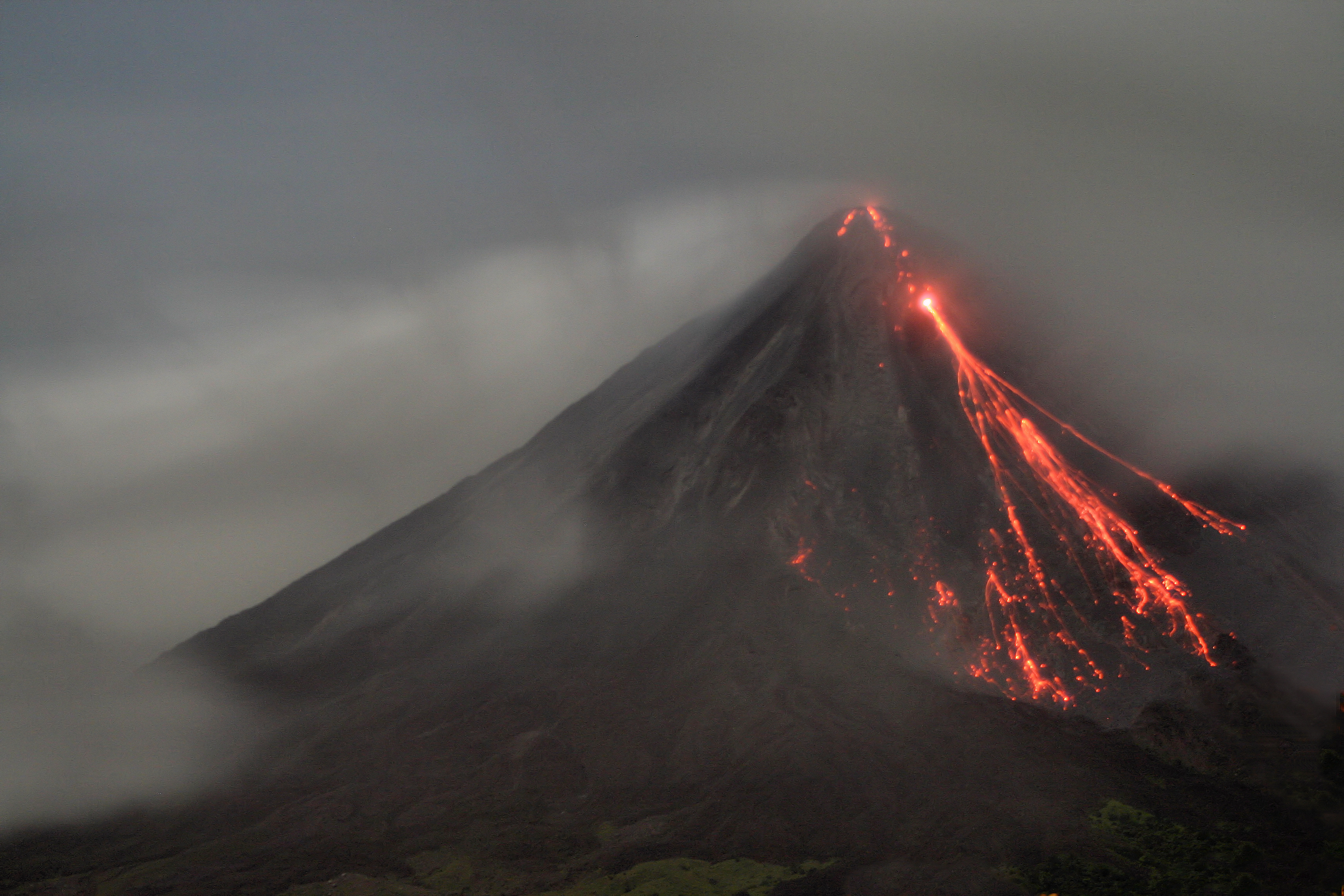
Nachts an den Hängen des Arenal herabfließende Lava

Der Arenal zeigte etwa 400 Jahre lang keine Aktivität, mittlerweile wächst der Vulkan jedoch jährlich um mehrere Meter, da sich Lava rund um den Krater aufhäuft. Lava fließt regelmäßig an den Hängen herunter bis zur Talsohle; immer wieder wirft der Arenal glühende Gesteinsbrocken von bis zu 7,5 m Durchmesser bis zu 300 Meter in die Höhe.
Am 29. Juli 1968, bei seinem letzten großen Ausbruch, zerstörte er die Ortschaften Pueblo Nuevo und Tabacon; die Überbleibsel können bis heute besichtigt werden. Bei diesem Ausbruch starben 87 Menschen und im Gipfelbereich und an der Westflanke des Kegels wurden 640 Millionen Kubikmeter Lava sowie 35 Millionen Kubikmeter Tephra ausgestoßen.
Am 24. Mai 2010 waren die Eruptionen so stark und die Explosionen förderten soviel Tephra, dass der Nationalpark evakuiert wurde. Acht Lavaströme flossen an den Flanken des Kegels herab.
Ungefähr im Oktober 2010 floss keine Lava mehr.